# Alaranjado II
Alaranjado II, também conhecido como laranja ácido 7, laranja 2-naftol e Orange II, respetivamente, é um corante azoico.
É usado em determinadas soluções corantes para técnicas de coloração de Papanicolau.
Não é um corante considerado biodegradável, mas sua decomposição pode ser realizada por ação de luz e catalisada pela presença de membranas de troca iônica com íons de ferro e na presença de peróxido de hidrogênio, assim como também pela presença catalítica de óxido de ferro e nanopartículas de silicato na reação de Fenton. Sua fotodecomposição também é catalisada pela presença de dióxido de titânio.